# 小手指村
小手指村（こてさしむら）は、埼玉県入間郡にあった村。現在の所沢市西部にあたる。
大正時代に池袋と飯能をむすぶ武蔵野鉄道（現在の西武池袋線）が開通し、村内東端に小手指駅（現在の西所沢駅）が開業した。
1943年（昭和18年）に所沢町・山口村・富岡村・吾妻村・松井村と合併し、改めて所沢町となり消滅した。

## 村名の由来
日本武尊の東征伝説で、北野村の北野天神社で戦勝祈願をし、篭手をかざしたという伝承より。以来この一帯が小手指原（こてさしがはら）と呼ばれ、鎌倉時代から南北朝時代には新田義貞と鎌倉幕府との戦い（分倍河原の戦い）、足利尊氏と新田義宗との戦い（武蔵野合戦）と2度にわたる小手指原の戦いがあり、さらに北条時行と足利直義との戦い（中先代の乱）により、3度戦場になっている。

## 地理
現在の所沢市上新井・北野・西所沢・けやき台・緑町・松葉町・榎町・青葉台・向陽町・小手指町・小手指元町・小手指南・北野新町・北野南・泉町・弥生町・美原町・花園・北所沢町が、ほぼ旧村域にあたる。
- 河川
  - 東川
  - 六ツ家川
  - 砂川堀

### 鉄道
（1943年の合併消滅時）
- 武蔵野鉄道（現在の西武鉄道）
  - 武蔵野線（現在の西武池袋線）
    - 西所沢駅

  - 山口線（現在の西武狭山線）
    - 西所沢駅

### 隣接していた自治体
（括弧内は現在の自治体）
- 入間郡
  - 所沢町（所沢市）
  - 吾妻村（所沢市）
  - 山口村（所沢市）
  - 三ヶ島村（所沢市）
  - 富岡村（所沢市）

## 歴史
- 1889年（明治22年）4月1日 - 町村制施行に伴い、上新井村、北野村が合併し、小手指村となる。10月22日、小手指村立小手指尋常小学校を開校。
- 1915年（大正4年）4月15日 - 武蔵野鉄道武蔵野線（現西武池袋線）開通。小手指駅（現在の西所沢駅）開業。
- 1943年（昭和18年）4月1日 - 所沢町・山口村・富岡村・吾妻村・松井村と合併し、改めて所沢町となり消滅。

## 関連文献
- 「北野村 小手指原」『新編武蔵風土記稿』 巻ノ158入間郡ノ3、内務省地理局、1884年6月。NDLJP:764001/72。